# منطقه ۱۶ پاریس
منطقهٔ ۱۶ پاریس (به فرانسوی: 16e arrondissement de Paris) یا منطقهٔ پاسی یکی از منطقه‌های پاریس است. در این منطقه مجموعه‌ای از موزه‌ها بین میدان تروکادرو و میدان اینا قرار دارند.
این منطقه با ساختمان‌های پرزرق و برق سدهٔ نوزدهم، خیابان‌های پهن، مدرسه‌های صاحب نام، موزه‌ها و پارک‌های گوناگون مدت هاست که به عنوان یکی از نقاط محبوب طبقهٔ مرفه جامعه برای سکونت شناخته شده‌است که از این نظر با منطقهٔ آپر ایست ساید نیویورک و منطقهٔ کنسینگتن و چلسی لندن قابل مقایسه است. این موضوع آن قدر در میان تودهٔ مردم جاافتاده است که عدد ترتیبی «شانزدهم» مفهوم «ثروت بسیار» را در فرهنگ عمومی مردم فرانسه تداعی می‌کند. در واقع منطقهٔ شانزدهم پاریس چهارمین منطقهٔ ثروتمند پاریس پس از منطقه‌های ۸، ۷ و ۶ از نظر میانگین میزان درآمد ساکنان است. منطقهٔ ۱۶ به همراه منطقه‌های یاد شده و همچنین جنوب منطقهٔ ۱۷ و نویی-سور-سن ثروتمندترین منطقه‌های مسکونی در فرانسه هستند.
منطقهٔ ۱۶ دارای چندین سالن و استادیوم ورزشی بزرگ از جمله ورزشگاه پارک ده پرنس که در آن باشگاه فوتبال پاری سن-ژرمن بازی‌های خانگی خود را انجام می‌دهد، ورزشگاه رولان گاروس که در آن مسابقه‌های قهرمانی مسابقات تنیس آزاد فرانسه برگزار می‌شود و ورزشگاه ژان بوئن محل برگزاری بازی‌های خانگی باشگاه استاد فرانسه پاری راگبی و همچنین پیست اسب‌دوانی لونشان. پارک بولونی دومین پارک عمومی بزرگ پاریس (پس از پارک ونسن) نیز در این منطقه قرار دارد.
کاخ گالیرا (موزه مد پاریس) در خیابان Pierre Ier de Serbie واقع شده است.

## جغرافیا
مساحت این منطقه ۱۶/۳۰۵ کیلومتر مربع است که کمی بیش از نیمی از آن را پارک بولونی تشکیل می‌دهد. منهای پارک بولونی مساخت این منطقه ۷/۸۴۶ کیلومتر مربع است. از نظر مساحت این منطقه بزرگترین منطقهٔ پاریس است.

### محله‌ها

- اوتوی (Auteuil)
- پورت دوفین (Porte Dauphine)
- شایو (Chaillot)
- لا موئت (La Muette)